# جامايجي (جرجر)
جامايجي (بالتركية: Çamiçi)‏ هي قرية كرديّة تتبع إداريّاً لمديرية جرجر في محافظة أديامان التركية، بلغ عدد سكانها 137 نسمة في عام 2021.